# Pamětní medaile krále Olafa V.
Pamětní medaile krále Olafa V. (norsky Kong Olav Vs minnemedalje) je norská pamětní medaile založená roku 1991.

## Historie a pravidla udílení
Medaile se řadí k dalším královským pamětním medailím, které vychází ze vzhledu Pamětní medaile Jeho Veličenstva krále. Podobná pamětní medaile, Pamětní medaile krále Haakona VII., byla již dříve založena při příležitosti pohřbu krále Haakona VII. v roce 1957.
Medaile byla založena dne 30. ledna 1991 na památku krále Olafa V. při příležitosti jeho pohřbu, který se konal téhož dne. V hierarchii norských vyznamenání se nachází na 35. místě.
Medaile byla udělena členům norské královské rodiny i cizích královských rodin, pohřebním hostům, zaměstnancům královského dvora a dalším, kteří se podíleli na přípravách králova pohřbu. Celkem bylo uděleno 67 zlatých a 207 stříbrných medailí.

## Popis medaile
Na přední straně je portrét krále Olafa V. Podobizna krále je obklopena nápisem OLAV • V • NORGES. Na zadní straně je královský monogram s písmeny OVR (zkratka Olav V Rex). Ke stuze je připojen pomocí přechodového prvku ve tvaru královské koruny. Autorem návrhu medaile je rytec Øivind Hansen.
Stuha je červená se stříbrnou sponou s nápisem 30. JANUAR 1991.